# Józef Siemoński
Józef Siemoński herbu Ostoja – generał adiutant królewski, generał adiutant Departamentu Wojskowego z rangą podpułkownika, generał major milicji sandomierskiej w czasie powstania kościuszkowskiego, mianowany generałem majorem ziemiańskim 25 marca 1794 r.
Syn Michała Siemiońskiego z Siemionii (1797), stolnika wiślickiego i Boguckiej. Razem ze Stanisławem Wodzickim został mianowany w r. 1794 przez Tadeusza Kościuszkę na przywódcę powstania w sandomierskim, jednak Wodzicki z Siemońskim nie zbierali ani nie zbroili rekrutów.